# 抗磷脂症候群
抗磷脂症候群（antiphospholipid syndrome）又称抗磷脂抗體症候群（antiphospholipid antibody syndrome），是血液循环中存在对抗阴离子磷脂蛋白复合物的自身抗体——抗磷脂抗体（antiphospholipid antibody，APA），进而造成一种获得性的血栓形成疾病。抗磷脂抗体是一组能与多种含有磷脂结构的抗原物质发生免疫反应的抗体，主要有 狼疮抗凝物（lupus anticoagulant，LA）、 抗心磷脂抗体（anticardiolipin antibody，ACA）、抗磷脂酸抗体和抗磷脂酰丝氨酸抗体等。
此病由于人体免疫系统产生的 APA 主要作用在血管内皮细胞与血小板的细胞膜成分磷脂，因而发生异常的自體免疫反應。主要症状有动脉或者静脉血管栓塞、血小板减少以及与怀孕相关的胎死腹中、早产和自发性流产等，同时伴有抗心磷脂或者狼疮抗凝物实验持续阳性。
患者体内免疫功能失调会产生多种自身抗体。这些抗体引起血小板减少，同时破坏血管内皮细胞的完整性，导致血栓形成。怀孕妇女由于胎盘动静脉发生血栓，从而使得胎盘供血受阻，导致流产。

## 外部連接
- APS Foundation of America, Inc. （页面存档备份，存于）
- Hughes Syndrome Foundation （页面存档备份，存于）
- Hughes Syndrome: simple to treat but all too often ignored （页面存档备份，存于） - Interview with Hughes; The Telegraph, 2 February 2009; Accessed 18 November 2016

Template:Diseases of megakaryocytes
1. ↑  Hughes, Graham; Khamashta, Munther A. . Springer Science & Business Media.   [2017-05-29]. ISBN 9781447151616. （原始内容存档于2017-03-31） （英语）.